# 志道元勝
志道 元勝（しじ もとかつ）は、戦国時代から安土桃山時代にかけての武将。毛利氏家臣で長州藩士。父は志道元保。

## 生涯
永禄5年（1562年）、毛利氏家臣・志道元保の三男として生まれる。
天正12年（1584年）6月27日、毛利輝元から河野通直への使者を務める命を受ける。
慶長2年（1597年）から始まる慶長の役に従軍して朝鮮へ渡海。蔚山城の普請に加わり、第一次蔚山城の戦いを戦った。慶長3年（1598年）1月27日、輝元は「蔚山での打ち続く苦労は言いようも無い。涯分油断無く帰国することが肝要である」との書状を、安国寺恵瓊を使者として元勝へ送っている。
慶長7年（1602年）6月28日に死去。享年41。同年7月26日に嫡男の志道金太郎（後の志道元治）が家督を継いだ。